# Trichesthes tristis
Trichesthes tristis är en skalbaggsart som beskrevs av Fabricius 1787. Trichesthes tristis ingår i släktet Trichesthes och familjen Melolonthidae. Inga underarter finns listade i Catalogue of Life.